# Meritan Shabani
Meritan Shabani est un footballeur allemand d'origine Kosovar, né le 15 mars 1999 à Munich (Allemagne), jouant au poste de milieu offensif au  HNK Gorica.

## Biographie

### En club

#### Jeunesse et formation
Shabani commence à jouer au football à Oberschleißheim, ville située au nord de Munich, avec le club du FC Phönix Schleißheim. En 2006, alors âgé de sept ans, il s'engage avec le Bayern Munich. Il est depuis régulièrement surclassé dans les équipes de jeunes du club : alors qu'il n'a encore que 16 ans, il est intégré lors de l'été 2015 à l'équipe des moins de 19 ans. Il en devient rapidement titulaire. En juin 2017, il est finaliste du championnat d'Allemagne junior. Le Bayern perd alors contre les jeunes du Borussia Dortmund.
Shabani participe à l'UEFA Youth League lors des saisons 2015-2016, 2016-2017 et 2017-2018. Il atteint les huitièmes de finale de cette compétition en 2018, en étant éliminé par le Real Madrid.

#### Bayern Munich
Il joue son premier match en Bundesliga face à l'Eintracht Francfort, le 28 avril 2018, en étant dans le onze de départ puis remplacé à la 56e minute, il profite d'une mise au repos de titulaires devant jouer  trois jours plus tard une demi finale retour de Ligue des Champions.
Le 8 mai 2018, Meritan Shabani signe son premier contrat de joueur professionnel au Bayern Munich.

## Statistiques
| Saison                | Club                  | Championnat           | Championnat | Championnat | Coupe(s) nationale(s) | Coupe(s) nationale(s) | Compétition(s) continentale(s) | Compétition(s) continentale(s) | Compétition(s) continentale(s) | Total | Total |
| Saison                | Club                  | Division              | M.          | B.          | M.                    | B.                    | Comp.                          | M.                             | B.                             | M.    | B.    |
| 2017-2018             | Bayern Munich         | Bundesliga            | 1           | 0           | -                     | -                     | C1                             | -                              | -                              | 1     | 0     |
| 2018-2019             | Bayern Munich         | Bundesliga            | 1           | 0           | 1                     | 0                     | C1                             | -                              | -                              | 2     | 0     |
| Sous-total            | Sous-total            | Sous-total            | 2           | 0           | 1                     | 0                     | -                              | 0                              | 0                              | 3     | 0     |
| Total sur la carrière | Total sur la carrière | Total sur la carrière | 2           | 0           | 1                     | 0                     | -                              | 0                              | 0                              | 3     | 0     |

## Palmarès
|  |  | Bayern Munich - Bundesliga - Vainqueur : 2018 |